# Lista di asteroidi (66001-67000)
Di seguito una lista di asteroidi dal numero 66001 al 67000 con data di scoperta e scopritore.

## 66001-66100
| Nome    | Designazione provvisoria | Data di scoperta  | Scopritore                       |
| ------- | ------------------------ | ----------------- | -------------------------------- |
| 66001 - | 1998 OG1                 | 17 luglio 1998    | F. B. Zoltowski                  |
| 66002 - | 1998 OL5                 | 29 luglio 1998    | ODAS                             |
| 66003 - | 1998 OX6                 | 20 luglio 1998    | BAO Schmidt CCD Asteroid Program |
| 66004 - | 1998 OV9                 | 26 luglio 1998    | E. W. Elst                       |
| 66005 - | 1998 OA12                | 22 luglio 1998    | J. Broughton                     |
| 66006 - | 1998 OW13                | 26 luglio 1998    | E. W. Elst                       |
| 66007 - | 1998 PO                  | 3 agosto 1998     | À. López                         |
| 66008 - | 1998 QH2                 | 20 agosto 1998    | LONEOS                           |
| 66009 - | 1998 QZ8                 | 17 agosto 1998    | LINEAR                           |
| 66010 - | 1998 QO15                | 17 agosto 1998    | LINEAR                           |
| 66011 - | 1998 QR17                | 17 agosto 1998    | LINEAR                           |
| 66012 - | 1998 QM23                | 17 agosto 1998    | LINEAR                           |
| 66013 - | 1998 QC24                | 17 agosto 1998    | LINEAR                           |
| 66014 - | 1998 QW24                | 17 agosto 1998    | LINEAR                           |
| 66015 - | 1998 QW25                | 17 agosto 1998    | LINEAR                           |
| 66016 - | 1998 QX27                | 24 agosto 1998    | Spacewatch                       |
| 66017 - | 1998 QC30                | 26 agosto 1998    | BAO Schmidt CCD Asteroid Program |
| 66018 - | 1998 QA31                | 17 agosto 1998    | LINEAR                           |
| 66019 - | 1998 QE31                | 17 agosto 1998    | LINEAR                           |
| 66020 - | 1998 QN31                | 17 agosto 1998    | LINEAR                           |
| 66021 - | 1998 QZ34                | 17 agosto 1998    | LINEAR                           |
| 66022 - | 1998 QU42                | 17 agosto 1998    | LINEAR                           |
| 66023 - | 1998 QS43                | 17 agosto 1998    | LINEAR                           |
| 66024 - | 1998 QZ45                | 17 agosto 1998    | LINEAR                           |
| 66025 - | 1998 QP46                | 17 agosto 1998    | LINEAR                           |
| 66026 - | 1998 QK48                | 17 agosto 1998    | LINEAR                           |
| 66027 - | 1998 QH49                | 17 agosto 1998    | LINEAR                           |
| 66028 - | 1998 QU51                | 17 agosto 1998    | LINEAR                           |
| 66029 - | 1998 QC61                | 23 agosto 1998    | LONEOS                           |
| 66030 - | 1998 QY64                | 24 agosto 1998    | LINEAR                           |
| 66031 - | 1998 QE68                | 24 agosto 1998    | LINEAR                           |
| 66032 - | 1998 QK68                | 24 agosto 1998    | LINEAR                           |
| 66033 - | 1998 QV69                | 24 agosto 1998    | LINEAR                           |
| 66034 - | 1998 QY69                | 24 agosto 1998    | LINEAR                           |
| 66035 - | 1998 QA70                | 24 agosto 1998    | LINEAR                           |
| 66036 - | 1998 QZ73                | 24 agosto 1998    | LINEAR                           |
| 66037 - | 1998 QD74                | 24 agosto 1998    | LINEAR                           |
| 66038 - | 1998 QM74                | 24 agosto 1998    | LINEAR                           |
| 66039 - | 1998 QS74                | 24 agosto 1998    | LINEAR                           |
| 66040 - | 1998 QQ75                | 24 agosto 1998    | LINEAR                           |
| 66041 - | 1998 QZ77                | 24 agosto 1998    | LINEAR                           |
| 66042 - | 1998 QA78                | 24 agosto 1998    | LINEAR                           |
| 66043 - | 1998 QH79                | 24 agosto 1998    | LINEAR                           |
| 66044 - | 1998 QU82                | 24 agosto 1998    | LINEAR                           |
| 66045 - | 1998 QJ84                | 24 agosto 1998    | LINEAR                           |
| 66046 - | 1998 QJ85                | 24 agosto 1998    | LINEAR                           |
| 66047 - | 1998 QL85                | 24 agosto 1998    | LINEAR                           |
| 66048 - | 1998 QU85                | 24 agosto 1998    | LINEAR                           |
| 66049 - | 1998 QB86                | 24 agosto 1998    | LINEAR                           |
| 66050 - | 1998 QB87                | 24 agosto 1998    | LINEAR                           |
| 66051 - | 1998 QC87                | 24 agosto 1998    | LINEAR                           |
| 66052 - | 1998 QM87                | 24 agosto 1998    | LINEAR                           |
| 66053 - | 1998 QN87                | 24 agosto 1998    | LINEAR                           |
| 66054 - | 1998 QY88                | 24 agosto 1998    | LINEAR                           |
| 66055 - | 1998 QQ90                | 28 agosto 1998    | LINEAR                           |
| 66056 - | 1998 QM95                | 19 agosto 1998    | LINEAR                           |
| 66057 - | 1998 QP96                | 19 agosto 1998    | LINEAR                           |
| 66058 - | 1998 QQ97                | 24 agosto 1998    | LINEAR                           |
| 66059 - | 1998 QZ100               | 26 agosto 1998    | E. W. Elst                       |
| 66060 - | 1998 QB103               | 26 agosto 1998    | E. W. Elst                       |
| 66061 - | 1998 QN104               | 26 agosto 1998    | E. W. Elst                       |
| 66062 - | 1998 RG1                 | 10 settembre 1998 | Višnjan Observatory              |
| 66063 - | 1998 RO1                 | 14 settembre 1998 | LINEAR                           |
| 66064 - | 1998 RW4                 | 14 settembre 1998 | LINEAR                           |
| 66065 - | 1998 RB13                | 14 settembre 1998 | Spacewatch                       |
| 66066 - | 1998 RO18                | 14 settembre 1998 | LINEAR                           |
| 66067 - | 1998 RM19                | 14 settembre 1998 | LINEAR                           |
| 66068 - | 1998 RG26                | 14 settembre 1998 | LINEAR                           |
| 66069 - | 1998 RK42                | 14 settembre 1998 | LINEAR                           |
| 66070 - | 1998 RP46                | 14 settembre 1998 | LINEAR                           |
| 66071 - | 1998 RS48                | 14 settembre 1998 | LINEAR                           |
| 66072 - | 1998 RW48                | 14 settembre 1998 | LINEAR                           |
| 66073 - | 1998 RJ50                | 14 settembre 1998 | LINEAR                           |
| 66074 - | 1998 RZ50                | 14 settembre 1998 | LINEAR                           |
| 66075 - | 1998 RT51                | 14 settembre 1998 | LINEAR                           |
| 66076 - | 1998 RD53                | 14 settembre 1998 | LINEAR                           |
| 66077 - | 1998 RL53                | 14 settembre 1998 | LINEAR                           |
| 66078 - | 1998 RW53                | 14 settembre 1998 | LINEAR                           |
| 66079 - | 1998 RA54                | 14 settembre 1998 | LINEAR                           |
| 66080 - | 1998 RV56                | 14 settembre 1998 | LINEAR                           |
| 66081 - | 1998 RY56                | 14 settembre 1998 | LINEAR                           |
| 66082 - | 1998 RZ58                | 14 settembre 1998 | LINEAR                           |
| 66083 - | 1998 RW61                | 14 settembre 1998 | LINEAR                           |
| 66084 - | 1998 RY63                | 14 settembre 1998 | LINEAR                           |
| 66085 - | 1998 RG67                | 14 settembre 1998 | LINEAR                           |
| 66086 - | 1998 RL69                | 14 settembre 1998 | LINEAR                           |
| 66087 - | 1998 RW69                | 14 settembre 1998 | LINEAR                           |
| 66088 - | 1998 RE71                | 14 settembre 1998 | LINEAR                           |
| 66089 - | 1998 RQ73                | 14 settembre 1998 | LINEAR                           |
| 66090 - | 1998 RQ75                | 14 settembre 1998 | LINEAR                           |
| 66091 - | 1998 RM76                | 14 settembre 1998 | LINEAR                           |
| 66092 - | 1998 SD                  | 16 settembre 1998 | CSS                              |
| 66093 - | 1998 SG                  | 16 settembre 1998 | Spacewatch                       |
| 66094 - | 1998 SY1                 | 17 settembre 1998 | ODAS                             |
| 66095 - | 1998 SP6                 | 20 settembre 1998 | Spacewatch                       |
| 66096 - | 1998 SS6                 | 20 settembre 1998 | Spacewatch                       |
| 66097 - | 1998 SB11                | 17 settembre 1998 | ODAS                             |
| 66098 - | 1998 SV12                | 23 settembre 1998 | CSS                              |
| 66099 - | 1998 SQ13                | 23 settembre 1998 | ODAS                             |
| 66100 - | 1998 SG17                | 17 settembre 1998 | Spacewatch                       |

## 66101-66200
| Nome             | Designazione provvisoria | Data di scoperta  | Scopritore                       |
| ---------------- | ------------------------ | ----------------- | -------------------------------- |
| 66101 -          | 1998 SK22                | 23 settembre 1998 | Višnjan Observatory              |
| 66102 -          | 1998 SR22                | 23 settembre 1998 | Višnjan Observatory              |
| 66103 -          | 1998 SJ24                | 17 settembre 1998 | LONEOS                           |
| 66104 -          | 1998 SB25                | 19 settembre 1998 | LONEOS                           |
| 66105 -          | 1998 SW25                | 22 settembre 1998 | LONEOS                           |
| 66106 -          | 1998 SJ26                | 22 settembre 1998 | LONEOS                           |
| 66107 -          | 1998 SM27                | 24 settembre 1998 | CSS                              |
| 66108 -          | 1998 SX34                | 26 settembre 1998 | LINEAR                           |
| 66109 -          | 1998 SB35                | 26 settembre 1998 | LINEAR                           |
| 66110 -          | 1998 SQ37                | 21 settembre 1998 | Spacewatch                       |
| 66111 -          | 1998 SY39                | 23 settembre 1998 | Spacewatch                       |
| 66112 -          | 1998 SP45                | 25 settembre 1998 | Spacewatch                       |
| 66113 -          | 1998 SG55                | 16 settembre 1998 | LONEOS                           |
| 66114 -          | 1998 SG68                | 19 settembre 1998 | LINEAR                           |
| 66115 -          | 1998 ST68                | 19 settembre 1998 | LINEAR                           |
| 66116 -          | 1998 SU68                | 19 settembre 1998 | LINEAR                           |
| 66117 -          | 1998 SV69                | 21 settembre 1998 | LINEAR                           |
| 66118 -          | 1998 SL71                | 21 settembre 1998 | E. W. Elst                       |
| 66119 -          | 1998 SE72                | 21 settembre 1998 | E. W. Elst                       |
| 66120 -          | 1998 SF74                | 21 settembre 1998 | E. W. Elst                       |
| 66121 -          | 1998 SF81                | 26 settembre 1998 | LINEAR                           |
| 66122 -          | 1998 SC87                | 26 settembre 1998 | LINEAR                           |
| 66123 -          | 1998 SD87                | 26 settembre 1998 | LINEAR                           |
| 66124 -          | 1998 SC111               | 26 settembre 1998 | LINEAR                           |
| 66125 -          | 1998 SA112               | 26 settembre 1998 | LINEAR                           |
| 66126 -          | 1998 SX112               | 26 settembre 1998 | LINEAR                           |
| 66127 -          | 1998 SQ114               | 26 settembre 1998 | LINEAR                           |
| 66128 -          | 1998 SV114               | 26 settembre 1998 | LINEAR                           |
| 66129 -          | 1998 SA117               | 26 settembre 1998 | LINEAR                           |
| 66130 -          | 1998 SM117               | 26 settembre 1998 | LINEAR                           |
| 66131 -          | 1998 SA123               | 26 settembre 1998 | LINEAR                           |
| 66132 -          | 1998 SP126               | 26 settembre 1998 | LINEAR                           |
| 66133 -          | 1998 SR127               | 26 settembre 1998 | LINEAR                           |
| 66134 -          | 1998 SV127               | 26 settembre 1998 | LINEAR                           |
| 66135 -          | 1998 SX131               | 26 settembre 1998 | LINEAR                           |
| 66136 -          | 1998 SN133               | 26 settembre 1998 | LINEAR                           |
| 66137 -          | 1998 SR136               | 26 settembre 1998 | LINEAR                           |
| 66138 -          | 1998 SE137               | 26 settembre 1998 | LINEAR                           |
| 66139 -          | 1998 SH138               | 26 settembre 1998 | LINEAR                           |
| 66140 -          | 1998 SQ139               | 26 settembre 1998 | LINEAR                           |
| 66141 -          | 1998 SG142               | 26 settembre 1998 | LINEAR                           |
| 66142 -          | 1998 SN145               | 20 settembre 1998 | E. W. Elst                       |
| 66143 -          | 1998 SE161               | 26 settembre 1998 | LINEAR                           |
| 66144 -          | 1998 SJ171               | 18 settembre 1998 | ODAS                             |
| 66145 -          | 1998 TM                  | 10 ottobre 1998   | T. Kobayashi                     |
| 66146 -          | 1998 TU3                 | 13 ottobre 1998   | LINEAR                           |
| 66147 -          | 1998 TC10                | 12 ottobre 1998   | Spacewatch                       |
| 66148 -          | 1998 TD11                | 12 ottobre 1998   | Spacewatch                       |
| 66149 -          | 1998 TS33                | 14 ottobre 1998   | LONEOS                           |
| 66150 -          | 1998 UF                  | 17 ottobre 1998   | CSS                              |
| 66151 Josefhanuš | 1998 UL                  | 16 ottobre 1998   | P. Pravec                        |
| 66152 -          | 1998 UU                  | 16 ottobre 1998   | CSS                              |
| 66153 -          | 1998 UV                  | 16 ottobre 1998   | CSS                              |
| 66154 -          | 1998 UK19                | 28 ottobre 1998   | LINEAR                           |
| 66155 -          | 1998 UR24                | 18 ottobre 1998   | LONEOS                           |
| 66156 -          | 1998 UV25                | 18 ottobre 1998   | E. W. Elst                       |
| 66157 -          | 1998 UJ26                | 18 ottobre 1998   | E. W. Elst                       |
| 66158 -          | 1998 UJ27                | 18 ottobre 1998   | E. W. Elst                       |
| 66159 -          | 1998 UN36                | 28 ottobre 1998   | LINEAR                           |
| 66160 -          | 1998 UC38                | 28 ottobre 1998   | LINEAR                           |
| 66161 -          | 1998 UG40                | 28 ottobre 1998   | LINEAR                           |
| 66162 -          | 1998 UG49                | 18 ottobre 1998   | LONEOS                           |
| 66163 -          | 1998 VB                  | 7 novembre 1998   | T. Kobayashi                     |
| 66164 -          | 1998 VC8                 | 10 novembre 1998  | LINEAR                           |
| 66165 -          | 1998 VF10                | 10 novembre 1998  | LINEAR                           |
| 66166 -          | 1998 VL25                | 10 novembre 1998  | LINEAR                           |
| 66167 -          | 1998 VG28                | 10 novembre 1998  | LINEAR                           |
| 66168 -          | 1998 VK28                | 10 novembre 1998  | LINEAR                           |
| 66169 -          | 1998 VO29                | 10 novembre 1998  | LINEAR                           |
| 66170 -          | 1998 VJ30                | 10 novembre 1998  | LINEAR                           |
| 66171 -          | 1998 VW36                | 10 novembre 1998  | LINEAR                           |
| 66172 -          | 1998 VX45                | 14 novembre 1998  | LONEOS                           |
| 66173 -          | 1998 VE50                | 11 novembre 1998  | LINEAR                           |
| 66174 -          | 1998 VZ52                | 14 novembre 1998  | LINEAR                           |
| 66175 -          | 1998 WD4                 | 20 novembre 1998  | À. López, R. Pacheco             |
| 66176 -          | 1998 WR4                 | 18 novembre 1998  | CSS                              |
| 66177 -          | 1998 WE5                 | 21 novembre 1998  | R. A. Tucker                     |
| 66178 -          | 1998 WL13                | 21 novembre 1998  | LINEAR                           |
| 66179 -          | 1998 WB14                | 21 novembre 1998  | LINEAR                           |
| 66180 -          | 1998 WD14                | 21 novembre 1998  | LINEAR                           |
| 66181 -          | 1998 WL17                | 21 novembre 1998  | LINEAR                           |
| 66182 -          | 1998 WC23                | 18 novembre 1998  | LINEAR                           |
| 66183 -          | 1998 WJ33                | 23 novembre 1998  | LONEOS                           |
| 66184 -          | 1998 XW2                 | 9 dicembre 1998   | LINEAR                           |
| 66185 -          | 1998 XM47                | 14 dicembre 1998  | LINEAR                           |
| 66186 -          | 1998 XS49                | 14 dicembre 1998  | LINEAR                           |
| 66187 -          | 1998 XS73                | 14 dicembre 1998  | LINEAR                           |
| 66188 -          | 1998 XK79                | 15 dicembre 1998  | LINEAR                           |
| 66189 -          | 1998 XA97                | 12 dicembre 1998  | O. A. Naranjo                    |
| 66190 -          | 1998 YX5                 | 22 dicembre 1998  | Farra d'Isonzo                   |
| 66191 -          | 1998 YS6                 | 19 dicembre 1998  | N. Kawasato                      |
| 66192 -          | 1998 YW10                | 18 dicembre 1998  | ODAS                             |
| 66193 -          | 1999 AF22                | 13 gennaio 1999   | BAO Schmidt CCD Asteroid Program |
| 66194 -          | 1999 AT23                | 14 gennaio 1999   | LONEOS                           |
| 66195 -          | 1999 AN25                | 14 gennaio 1999   | LINEAR                           |
| 66196 -          | 1999 AE34                | 13 gennaio 1999   | LONEOS                           |
| 66197 -          | 1999 BO6                 | 20 gennaio 1999   | ODAS                             |
| 66198 -          | 1999 BH11                | 20 gennaio 1999   | ODAS                             |
| 66199 -          | 1999 BF13                | 24 gennaio 1999   | K. Korlević                      |
| 66200 -          | 1999 BT13                | 20 gennaio 1999   | ODAS                             |

## 66201-66300
| Nome             | Designazione provvisoria | Data di scoperta | Scopritore               |
| ---------------- | ------------------------ | ---------------- | ------------------------ |
| 66201 -          | 1999 BC20                | 16 gennaio 1999  | LINEAR                   |
| 66202 -          | 1999 BJ21                | 16 gennaio 1999  | LINEAR                   |
| 66203 -          | 1999 BV24                | 18 gennaio 1999  | LINEAR                   |
| 66204 -          | 1999 BA26                | 28 gennaio 1999  | T. Kagawa                |
| 66205 -          | 1999 BJ27                | 16 gennaio 1999  | Spacewatch               |
| 66206 -          | 1999 BQ31                | 19 gennaio 1999  | Spacewatch               |
| 66207 Carpi      | 1999 CB1                 | 6 febbraio 1999  | Cavezzo                  |
| 66208 -          | 1999 CQ6                 | 10 febbraio 1999 | LINEAR                   |
| 66209 -          | 1999 CC14                | 12 febbraio 1999 | N. Kawasato              |
| 66210 -          | 1999 CR14                | 15 febbraio 1999 | K. Korlević              |
| 66211 -          | 1999 CA22                | 10 febbraio 1999 | LINEAR                   |
| 66212 -          | 1999 CS32                | 10 febbraio 1999 | LINEAR                   |
| 66213 -          | 1999 CQ33                | 10 febbraio 1999 | LINEAR                   |
| 66214 -          | 1999 CO36                | 10 febbraio 1999 | LINEAR                   |
| 66215 -          | 1999 CP38                | 10 febbraio 1999 | LINEAR                   |
| 66216 -          | 1999 CJ42                | 10 febbraio 1999 | LINEAR                   |
| 66217 -          | 1999 CZ42                | 10 febbraio 1999 | LINEAR                   |
| 66218 -          | 1999 CU43                | 10 febbraio 1999 | LINEAR                   |
| 66219 -          | 1999 CR50                | 10 febbraio 1999 | LINEAR                   |
| 66220 -          | 1999 CZ68                | 12 febbraio 1999 | LINEAR                   |
| 66221 -          | 1999 CH73                | 12 febbraio 1999 | LINEAR                   |
| 66222 -          | 1999 CV75                | 12 febbraio 1999 | LINEAR                   |
| 66223 -          | 1999 CE77                | 12 febbraio 1999 | LINEAR                   |
| 66224 -          | 1999 CG77                | 12 febbraio 1999 | LINEAR                   |
| 66225 -          | 1999 CL79                | 12 febbraio 1999 | LINEAR                   |
| 66226 -          | 1999 CS89                | 10 febbraio 1999 | LINEAR                   |
| 66227 -          | 1999 CR109               | 12 febbraio 1999 | LINEAR                   |
| 66228 -          | 1999 CY109               | 12 febbraio 1999 | LINEAR                   |
| 66229 -          | 1999 CH117               | 12 febbraio 1999 | LINEAR                   |
| 66230 -          | 1999 CV117               | 12 febbraio 1999 | LINEAR                   |
| 66231 -          | 1999 CD125               | 11 febbraio 1999 | LINEAR                   |
| 66232 -          | 1999 CL135               | 8 febbraio 1999  | Spacewatch               |
| 66233 -          | 1999 CC156               | 14 febbraio 1999 | LONEOS                   |
| 66234 -          | 1999 CZ157               | 9 febbraio 1999  | Spacewatch               |
| 66235 -          | 1999 ET                  | 6 marzo 1999     | Spacewatch               |
| 66236 -          | 1999 EP3                 | 14 marzo 1999    | J. Broughton             |
| 66237 -          | 1999 ET5                 | 13 marzo 1999    | R. A. Tucker             |
| 66238 -          | 1999 FZ                  | 17 marzo 1999    | ODAS                     |
| 66239 -          | 1999 FK2                 | 16 marzo 1999    | Spacewatch               |
| 66240 -          | 1999 FJ9                 | 20 marzo 1999    | LONEOS                   |
| 66241 -          | 1999 FN17                | 23 marzo 1999    | Spacewatch               |
| 66242 -          | 1999 FY17                | 23 marzo 1999    | Spacewatch               |
| 66243 -          | 1999 FV28                | 19 marzo 1999    | LINEAR                   |
| 66244 -          | 1999 FW28                | 19 marzo 1999    | LINEAR                   |
| 66245 -          | 1999 FH29                | 19 marzo 1999    | LINEAR                   |
| 66246 -          | 1999 FC30                | 19 marzo 1999    | LINEAR                   |
| 66247 -          | 1999 FN34                | 19 marzo 1999    | LINEAR                   |
| 66248 -          | 1999 FC37                | 20 marzo 1999    | LINEAR                   |
| 66249 -          | 1999 FG48                | 20 marzo 1999    | LINEAR                   |
| 66250 Giovanardi | 1999 GZ                  | 4 aprile 1999    | M. Tombelli, A. Boattini |
| 66251 -          | 1999 GJ2                 | 7 aprile 1999    | LINEAR                   |
| 66252 -          | 1999 GM2                 | 6 aprile 1999    | K. Korlević              |
| 66253 -          | 1999 GT3                 | 9 aprile 1999    | LINEAR                   |
| 66254 -          | 1999 GZ19                | 15 aprile 1999   | LINEAR                   |
| 66255 -          | 1999 GP31                | 7 aprile 1999    | LINEAR                   |
| 66256 -          | 1999 GU33                | 12 aprile 1999   | LINEAR                   |
| 66257 -          | 1999 GA34                | 12 aprile 1999   | LINEAR                   |
| 66258 -          | 1999 GQ34                | 6 aprile 1999    | LINEAR                   |
| 66259 -          | 1999 GP35                | 7 aprile 1999    | LINEAR                   |
| 66260 -          | 1999 GZ35                | 7 aprile 1999    | LINEAR                   |
| 66261 -          | 1999 GM37                | 12 aprile 1999   | LINEAR                   |
| 66262 -          | 1999 GY49                | 10 aprile 1999   | LONEOS                   |
| 66263 -          | 1999 GT58                | 12 aprile 1999   | LINEAR                   |
| 66264 -          | 1999 HR                  | 18 aprile 1999   | J. Broughton             |
| 66265 -          | 1999 HZ6                 | 19 aprile 1999   | Spacewatch               |
| 66266 -          | 1999 HQ9                 | 17 aprile 1999   | LINEAR                   |
| 66267 -          | 1999 JO1                 | 8 maggio 1999    | CSS                      |
| 66268 -          | 1999 JJ3                 | 7 maggio 1999    | Y. Shimizu, T. Urata     |
| 66269 -          | 1999 JN3                 | 6 maggio 1999    | LINEAR                   |
| 66270 -          | 1999 JK4                 | 10 maggio 1999   | LINEAR                   |
| 66271 -          | 1999 JM6                 | 10 maggio 1999   | LINEAR                   |
| 66272 -          | 1999 JW6                 | 13 maggio 1999   | LINEAR                   |
| 66273 -          | 1999 JU7                 | 13 maggio 1999   | J. Broughton             |
| 66274 -          | 1999 JS8                 | 14 maggio 1999   | J. Broughton             |
| 66275 -          | 1999 JX8                 | 15 maggio 1999   | C. W. Juels              |
| 66276 -          | 1999 JG9                 | 7 maggio 1999    | CSS                      |
| 66277 -          | 1999 JY10                | 14 maggio 1999   | LINEAR                   |
| 66278 -          | 1999 JC11                | 9 maggio 1999    | K. Korlević              |
| 66279 -          | 1999 JK11                | 12 maggio 1999   | F. B. Zoltowski          |
| 66280 -          | 1999 JF12                | 14 maggio 1999   | LINEAR                   |
| 66281 -          | 1999 JY12                | 14 maggio 1999   | CSS                      |
| 66282 -          | 1999 JA13                | 9 maggio 1999    | K. Korlević              |
| 66283 -          | 1999 JU13                | 10 maggio 1999   | LINEAR                   |
| 66284 -          | 1999 JU15                | 10 maggio 1999   | LINEAR                   |
| 66285 -          | 1999 JV15                | 10 maggio 1999   | LINEAR                   |
| 66286 -          | 1999 JF18                | 10 maggio 1999   | LINEAR                   |
| 66287 -          | 1999 JT18                | 10 maggio 1999   | LINEAR                   |
| 66288 -          | 1999 JE20                | 10 maggio 1999   | LINEAR                   |
| 66289 -          | 1999 JW22                | 10 maggio 1999   | LINEAR                   |
| 66290 -          | 1999 JX22                | 10 maggio 1999   | LINEAR                   |
| 66291 -          | 1999 JM23                | 10 maggio 1999   | LINEAR                   |
| 66292 -          | 1999 JP24                | 10 maggio 1999   | LINEAR                   |
| 66293 -          | 1999 JD25                | 10 maggio 1999   | LINEAR                   |
| 66294 -          | 1999 JS27                | 10 maggio 1999   | LINEAR                   |
| 66295 -          | 1999 JC29                | 10 maggio 1999   | LINEAR                   |
| 66296 -          | 1999 JM29                | 10 maggio 1999   | LINEAR                   |
| 66297 -          | 1999 JF30                | 10 maggio 1999   | LINEAR                   |
| 66298 -          | 1999 JJ30                | 10 maggio 1999   | LINEAR                   |
| 66299 -          | 1999 JG32                | 10 maggio 1999   | LINEAR                   |
| 66300 -          | 1999 JQ33                | 10 maggio 1999   | LINEAR                   |

## 66301-66400
| Nome         | Designazione provvisoria | Data di scoperta | Scopritore                |
| ------------ | ------------------------ | ---------------- | ------------------------- |
| 66301 -      | 1999 JF35                | 10 maggio 1999   | LINEAR                    |
| 66302 -      | 1999 JP36                | 10 maggio 1999   | LINEAR                    |
| 66303 -      | 1999 JG37                | 10 maggio 1999   | LINEAR                    |
| 66304 -      | 1999 JV37                | 10 maggio 1999   | LINEAR                    |
| 66305 -      | 1999 JD38                | 10 maggio 1999   | LINEAR                    |
| 66306 -      | 1999 JG39                | 10 maggio 1999   | LINEAR                    |
| 66307 -      | 1999 JV40                | 10 maggio 1999   | LINEAR                    |
| 66308 -      | 1999 JX40                | 10 maggio 1999   | LINEAR                    |
| 66309 -      | 1999 JX41                | 10 maggio 1999   | LINEAR                    |
| 66310 -      | 1999 JZ41                | 10 maggio 1999   | LINEAR                    |
| 66311 -      | 1999 JE42                | 10 maggio 1999   | LINEAR                    |
| 66312 -      | 1999 JJ43                | 10 maggio 1999   | LINEAR                    |
| 66313 -      | 1999 JQ43                | 10 maggio 1999   | LINEAR                    |
| 66314 -      | 1999 JQ45                | 10 maggio 1999   | LINEAR                    |
| 66315 -      | 1999 JB48                | 10 maggio 1999   | LINEAR                    |
| 66316 -      | 1999 JR49                | 10 maggio 1999   | LINEAR                    |
| 66317 -      | 1999 JL50                | 10 maggio 1999   | LINEAR                    |
| 66318 -      | 1999 JC51                | 10 maggio 1999   | LINEAR                    |
| 66319 -      | 1999 JQ51                | 10 maggio 1999   | LINEAR                    |
| 66320 -      | 1999 JT51                | 10 maggio 1999   | LINEAR                    |
| 66321 -      | 1999 JW51                | 10 maggio 1999   | LINEAR                    |
| 66322 -      | 1999 JV52                | 10 maggio 1999   | LINEAR                    |
| 66323 -      | 1999 JH53                | 10 maggio 1999   | LINEAR                    |
| 66324 -      | 1999 JC55                | 10 maggio 1999   | LINEAR                    |
| 66325 -      | 1999 JF55                | 10 maggio 1999   | LINEAR                    |
| 66326 -      | 1999 JR55                | 10 maggio 1999   | LINEAR                    |
| 66327 -      | 1999 JY56                | 10 maggio 1999   | LINEAR                    |
| 66328 -      | 1999 JK58                | 10 maggio 1999   | LINEAR                    |
| 66329 -      | 1999 JP58                | 10 maggio 1999   | LINEAR                    |
| 66330 -      | 1999 JS59                | 10 maggio 1999   | LINEAR                    |
| 66331 -      | 1999 JY59                | 10 maggio 1999   | LINEAR                    |
| 66332 -      | 1999 JE60                | 10 maggio 1999   | LINEAR                    |
| 66333 -      | 1999 JS60                | 10 maggio 1999   | LINEAR                    |
| 66334 -      | 1999 JC61                | 10 maggio 1999   | LINEAR                    |
| 66335 -      | 1999 JZ61                | 10 maggio 1999   | LINEAR                    |
| 66336 -      | 1999 JB62                | 10 maggio 1999   | LINEAR                    |
| 66337 -      | 1999 JP63                | 10 maggio 1999   | LINEAR                    |
| 66338 -      | 1999 JV63                | 10 maggio 1999   | LINEAR                    |
| 66339 -      | 1999 JW64                | 10 maggio 1999   | LINEAR                    |
| 66340 -      | 1999 JX65                | 12 maggio 1999   | LINEAR                    |
| 66341 -      | 1999 JK66                | 12 maggio 1999   | LINEAR                    |
| 66342 -      | 1999 JA68                | 12 maggio 1999   | LINEAR                    |
| 66343 -      | 1999 JV68                | 12 maggio 1999   | LINEAR                    |
| 66344 -      | 1999 JS70                | 12 maggio 1999   | LINEAR                    |
| 66345 -      | 1999 JK71                | 12 maggio 1999   | LINEAR                    |
| 66346 -      | 1999 JU71                | 12 maggio 1999   | LINEAR                    |
| 66347 -      | 1999 JW72                | 12 maggio 1999   | LINEAR                    |
| 66348 -      | 1999 JC73                | 12 maggio 1999   | LINEAR                    |
| 66349 -      | 1999 JF75                | 13 maggio 1999   | LINEAR                    |
| 66350 -      | 1999 JS76                | 10 maggio 1999   | LINEAR                    |
| 66351 -      | 1999 JU77                | 12 maggio 1999   | LINEAR                    |
| 66352 -      | 1999 JS78                | 13 maggio 1999   | LINEAR                    |
| 66353 -      | 1999 JP79                | 13 maggio 1999   | LINEAR                    |
| 66354 -      | 1999 JM83                | 12 maggio 1999   | LINEAR                    |
| 66355 -      | 1999 JN85                | 15 maggio 1999   | LINEAR                    |
| 66356 -      | 1999 JG87                | 12 maggio 1999   | LINEAR                    |
| 66357 -      | 1999 JN87                | 12 maggio 1999   | LINEAR                    |
| 66358 -      | 1999 JW87                | 12 maggio 1999   | LINEAR                    |
| 66359 -      | 1999 JP88                | 12 maggio 1999   | LINEAR                    |
| 66360 -      | 1999 JQ89                | 12 maggio 1999   | LINEAR                    |
| 66361 -      | 1999 JH90                | 12 maggio 1999   | LINEAR                    |
| 66362 -      | 1999 JQ90                | 12 maggio 1999   | LINEAR                    |
| 66363 -      | 1999 JX91                | 12 maggio 1999   | LINEAR                    |
| 66364 -      | 1999 JH92                | 12 maggio 1999   | LINEAR                    |
| 66365 -      | 1999 JV92                | 12 maggio 1999   | LINEAR                    |
| 66366 -      | 1999 JS95                | 12 maggio 1999   | LINEAR                    |
| 66367 -      | 1999 JW95                | 12 maggio 1999   | LINEAR                    |
| 66368 -      | 1999 JP98                | 12 maggio 1999   | LINEAR                    |
| 66369 -      | 1999 JA103               | 13 maggio 1999   | LINEAR                    |
| 66370 -      | 1999 JJ113               | 13 maggio 1999   | LINEAR                    |
| 66371 -      | 1999 JT113               | 13 maggio 1999   | LINEAR                    |
| 66372 -      | 1999 JV114               | 13 maggio 1999   | LINEAR                    |
| 66373 -      | 1999 JW114               | 13 maggio 1999   | LINEAR                    |
| 66374 -      | 1999 JO120               | 13 maggio 1999   | LINEAR                    |
| 66375 -      | 1999 JF121               | 13 maggio 1999   | LINEAR                    |
| 66376 -      | 1999 JH122               | 13 maggio 1999   | LINEAR                    |
| 66377 -      | 1999 JJ122               | 13 maggio 1999   | LINEAR                    |
| 66378 -      | 1999 JL122               | 13 maggio 1999   | LINEAR                    |
| 66379 -      | 1999 JZ123               | 14 maggio 1999   | LINEAR                    |
| 66380 -      | 1999 JV124               | 10 maggio 1999   | LINEAR                    |
| 66381 -      | 1999 JZ126               | 13 maggio 1999   | LINEAR                    |
| 66382 -      | 1999 JC127               | 13 maggio 1999   | LINEAR                    |
| 66383 -      | 1999 JK130               | 13 maggio 1999   | LINEAR                    |
| 66384 -      | 1999 JO131               | 13 maggio 1999   | LINEAR                    |
| 66385 -      | 1999 JY131               | 13 maggio 1999   | LINEAR                    |
| 66386 -      | 1999 JJ134               | 15 maggio 1999   | CSS                       |
| 66387 -      | 1999 JE136               | 7 maggio 1999    | LONEOS                    |
| 66388 -      | 1999 KF1                 | 18 maggio 1999   | LINEAR                    |
| 66389 -      | 1999 KP1                 | 16 maggio 1999   | Spacewatch                |
| 66390 -      | 1999 KL3                 | 17 maggio 1999   | Spacewatch                |
| 66391 Moshup | 1999 KW4                 | 20 maggio 1999   | LINEAR                    |
| 66392 -      | 1999 KF10                | 18 maggio 1999   | LINEAR                    |
| 66393 -      | 1999 KU10                | 18 maggio 1999   | LINEAR                    |
| 66394 -      | 1999 KP11                | 18 maggio 1999   | LINEAR                    |
| 66395 -      | 1999 KS12                | 18 maggio 1999   | LINEAR                    |
| 66396 -      | 1999 KQ13                | 18 maggio 1999   | LINEAR                    |
| 66397 -      | 1999 KP14                | 18 maggio 1999   | LINEAR                    |
| 66398 -      | 1999 KS14                | 18 maggio 1999   | LINEAR                    |
| 66399 -      | 1999 LH                  | 5 giugno 1999    | W. R. Cooney Jr., M. Hess |
| 66400 -      | 1999 LT7                 | 9 giugno 1999    | LINEAR                    |

## 66401-66500
| Nome                 | Designazione provvisoria | Data di scoperta  | Scopritore             |
| -------------------- | ------------------------ | ----------------- | ---------------------- |
| 66401 -              | 1999 LJ11                | 8 giugno 1999     | LINEAR                 |
| 66402 -              | 1999 LY12                | 9 giugno 1999     | LINEAR                 |
| 66403 -              | 1999 LM13                | 9 giugno 1999     | LINEAR                 |
| 66404 -              | 1999 LK20                | 9 giugno 1999     | LINEAR                 |
| 66405 -              | 1999 LZ20                | 9 giugno 1999     | LINEAR                 |
| 66406 -              | 1999 LA22                | 9 giugno 1999     | LINEAR                 |
| 66407 -              | 1999 LQ28                | 14 giugno 1999    | LINEAR                 |
| 66408 -              | 1999 LA35                | 14 giugno 1999    | LINEAR                 |
| 66409 -              | 1999 MK1                 | 20 giugno 1999    | LONEOS                 |
| 66410 -              | 1999 NS6                 | 13 luglio 1999    | LINEAR                 |
| 66411 -              | 1999 NB7                 | 13 luglio 1999    | LINEAR                 |
| 66412 -              | 1999 NW7                 | 13 luglio 1999    | LINEAR                 |
| 66413 -              | 1999 NX7                 | 13 luglio 1999    | LINEAR                 |
| 66414 -              | 1999 NC8                 | 13 luglio 1999    | LINEAR                 |
| 66415 -              | 1999 NG8                 | 13 luglio 1999    | LINEAR                 |
| 66416 -              | 1999 NR9                 | 13 luglio 1999    | LINEAR                 |
| 66417 -              | 1999 NC10                | 13 luglio 1999    | LINEAR                 |
| 66418 -              | 1999 NN10                | 13 luglio 1999    | LINEAR                 |
| 66419 -              | 1999 NR13                | 14 luglio 1999    | LINEAR                 |
| 66420 -              | 1999 NA15                | 14 luglio 1999    | LINEAR                 |
| 66421 -              | 1999 NQ19                | 14 luglio 1999    | LINEAR                 |
| 66422 -              | 1999 NN23                | 14 luglio 1999    | LINEAR                 |
| 66423 -              | 1999 NV26                | 14 luglio 1999    | LINEAR                 |
| 66424 -              | 1999 NA27                | 14 luglio 1999    | LINEAR                 |
| 66425 -              | 1999 NS32                | 14 luglio 1999    | LINEAR                 |
| 66426 -              | 1999 NW33                | 14 luglio 1999    | LINEAR                 |
| 66427 -              | 1999 NP34                | 14 luglio 1999    | LINEAR                 |
| 66428 -              | 1999 NB36                | 14 luglio 1999    | LINEAR                 |
| 66429 -              | 1999 NQ38                | 14 luglio 1999    | LINEAR                 |
| 66430 -              | 1999 NX41                | 14 luglio 1999    | LINEAR                 |
| 66431 -              | 1999 NX45                | 13 luglio 1999    | LINEAR                 |
| 66432 -              | 1999 NL46                | 13 luglio 1999    | LINEAR                 |
| 66433 -              | 1999 NF49                | 13 luglio 1999    | LINEAR                 |
| 66434 -              | 1999 NX49                | 13 luglio 1999    | LINEAR                 |
| 66435 -              | 1999 NT50                | 14 luglio 1999    | LINEAR                 |
| 66436 -              | 1999 NT52                | 12 luglio 1999    | LINEAR                 |
| 66437 -              | 1999 NK54                | 12 luglio 1999    | LINEAR                 |
| 66438 -              | 1999 NN54                | 12 luglio 1999    | LINEAR                 |
| 66439 -              | 1999 NG55                | 12 luglio 1999    | LINEAR                 |
| 66440 -              | 1999 NF56                | 12 luglio 1999    | LINEAR                 |
| 66441 -              | 1999 NX56                | 12 luglio 1999    | LINEAR                 |
| 66442 -              | 1999 NZ56                | 12 luglio 1999    | LINEAR                 |
| 66443 -              | 1999 NW57                | 13 luglio 1999    | LINEAR                 |
| 66444 -              | 1999 NS59                | 13 luglio 1999    | LINEAR                 |
| 66445 -              | 1999 NV59                | 13 luglio 1999    | LINEAR                 |
| 66446 -              | 1999 NF61                | 13 luglio 1999    | LINEAR                 |
| 66447 -              | 1999 NG65                | 13 luglio 1999    | LINEAR                 |
| 66448 -              | 1999 OY1                 | 22 luglio 1999    | LINEAR                 |
| 66449 -              | 1999 OZ1                 | 22 luglio 1999    | LINEAR                 |
| 66450 -              | 1999 OH2                 | 22 luglio 1999    | LINEAR                 |
| 66451 -              | 1999 OS2                 | 22 luglio 1999    | LINEAR                 |
| 66452 -              | 1999 OF4                 | 21 luglio 1999    | Mauna Kea              |
| 66453 -              | 1999 PC                  | 3 agosto 1999     | P. G. Comba            |
| 66454 Terezabeatriz  | 1999 PM                  | 3 agosto 1999     | C. Jacques, L. Duczmal |
| 66455 -              | 1999 PV2                 | 7 agosto 1999     | Spacewatch             |
| 66456 -              | 1999 PS5                 | 12 agosto 1999    | Spacewatch             |
| 66457 -              | 1999 PY7                 | 7 agosto 1999     | LONEOS                 |
| 66458 Romaplanetario | 1999 QV1                 | 22 agosto 1999    | G. Masi                |
| 66459 -              | 1999 RD4                 | 4 settembre 1999  | CSS                    |
| 66460 -              | 1999 RX8                 | 4 settembre 1999  | Spacewatch             |
| 66461 -              | 1999 RQ11                | 7 settembre 1999  | LINEAR                 |
| 66462 -              | 1999 RS11                | 7 settembre 1999  | LINEAR                 |
| 66463 -              | 1999 RS12                | 7 settembre 1999  | LINEAR                 |
| 66464 -              | 1999 RS14                | 7 settembre 1999  | LINEAR                 |
| 66465 -              | 1999 RJ15                | 7 settembre 1999  | LINEAR                 |
| 66466 -              | 1999 RK16                | 7 settembre 1999  | LINEAR                 |
| 66467 -              | 1999 RT16                | 7 settembre 1999  | LINEAR                 |
| 66468 -              | 1999 RL17                | 7 settembre 1999  | LINEAR                 |
| 66469 -              | 1999 RL18                | 7 settembre 1999  | LINEAR                 |
| 66470 -              | 1999 RP18                | 7 settembre 1999  | LINEAR                 |
| 66471 -              | 1999 RV19                | 7 settembre 1999  | LINEAR                 |
| 66472 -              | 1999 RM24                | 7 settembre 1999  | LINEAR                 |
| 66473 -              | 1999 RZ24                | 7 settembre 1999  | LINEAR                 |
| 66474 -              | 1999 RC25                | 7 settembre 1999  | LINEAR                 |
| 66475 -              | 1999 RH26                | 7 settembre 1999  | LINEAR                 |
| 66476 -              | 1999 RM26                | 7 settembre 1999  | LINEAR                 |
| 66477 -              | 1999 RW26                | 7 settembre 1999  | LINEAR                 |
| 66478 -              | 1999 RB27                | 7 settembre 1999  | LINEAR                 |
| 66479 Healy          | 1999 RQ33                | 4 settembre 1999  | M. White, M. Collins   |
| 66480 -              | 1999 RW33                | 10 settembre 1999 | Starkenburg            |
| 66481 -              | 1999 RZ34                | 11 settembre 1999 | K. Korlević            |
| 66482 -              | 1999 RW37                | 12 settembre 1999 | K. Korlević            |
| 66483 -              | 1999 RZ38                | 13 settembre 1999 | J. Broughton           |
| 66484 -              | 1999 RR39                | 7 settembre 1999  | CSS                    |
| 66485 -              | 1999 RX41                | 13 settembre 1999 | K. Korlević            |
| 66486 -              | 1999 RF42                | 14 settembre 1999 | P. Kušnirák, P. Pravec |
| 66487 -              | 1999 RL42                | 13 settembre 1999 | K. Korlević            |
| 66488 -              | 1999 RD44                | 15 settembre 1999 | G. W. Billings         |
| 66489 -              | 1999 RS44                | 15 settembre 1999 | K. Korlević            |
| 66490 -              | 1999 RS49                | 7 settembre 1999  | LINEAR                 |
| 66491 -              | 1999 RG54                | 7 settembre 1999  | LINEAR                 |
| 66492 -              | 1999 RZ54                | 7 settembre 1999  | LINEAR                 |
| 66493 -              | 1999 RV56                | 7 settembre 1999  | LINEAR                 |
| 66494 -              | 1999 RM57                | 7 settembre 1999  | LINEAR                 |
| 66495 -              | 1999 RD62                | 7 settembre 1999  | LINEAR                 |
| 66496 -              | 1999 RZ64                | 7 settembre 1999  | LINEAR                 |
| 66497 -              | 1999 RK66                | 7 settembre 1999  | LINEAR                 |
| 66498 -              | 1999 RR67                | 7 settembre 1999  | LINEAR                 |
| 66499 -              | 1999 RR71                | 7 settembre 1999  | LINEAR                 |
| 66500 -              | 1999 RK73                | 7 settembre 1999  | LINEAR                 |

## 66501-66600
| Nome           | Designazione provvisoria | Data di scoperta  | Scopritore |
| -------------- | ------------------------ | ----------------- | ---------- |
| 66501 -        | 1999 RS75                | 7 settembre 1999  | LINEAR     |
| 66502 -        | 1999 RV75                | 7 settembre 1999  | LINEAR     |
| 66503 -        | 1999 RE81                | 7 settembre 1999  | LINEAR     |
| 66504 -        | 1999 RN81                | 7 settembre 1999  | LINEAR     |
| 66505 -        | 1999 RH83                | 7 settembre 1999  | LINEAR     |
| 66506 -        | 1999 RM84                | 7 settembre 1999  | LINEAR     |
| 66507 -        | 1999 RT84                | 7 settembre 1999  | LINEAR     |
| 66508 -        | 1999 RS86                | 7 settembre 1999  | LINEAR     |
| 66509 -        | 1999 RK89                | 7 settembre 1999  | LINEAR     |
| 66510 -        | 1999 RU90                | 7 settembre 1999  | LINEAR     |
| 66511 -        | 1999 RW91                | 7 settembre 1999  | LINEAR     |
| 66512 -        | 1999 RC92                | 7 settembre 1999  | LINEAR     |
| 66513 -        | 1999 RE94                | 7 settembre 1999  | LINEAR     |
| 66514 -        | 1999 RS94                | 7 settembre 1999  | LINEAR     |
| 66515 -        | 1999 RD97                | 7 settembre 1999  | LINEAR     |
| 66516 -        | 1999 RM97                | 7 settembre 1999  | LINEAR     |
| 66517 -        | 1999 RM98                | 7 settembre 1999  | LINEAR     |
| 66518 -        | 1999 RK99                | 8 settembre 1999  | LINEAR     |
| 66519 -        | 1999 RZ99                | 8 settembre 1999  | LINEAR     |
| 66520 -        | 1999 RQ101               | 8 settembre 1999  | LINEAR     |
| 66521 -        | 1999 RR101               | 8 settembre 1999  | LINEAR     |
| 66522 -        | 1999 RG102               | 8 settembre 1999  | LINEAR     |
| 66523 -        | 1999 RN102               | 8 settembre 1999  | LINEAR     |
| 66524 -        | 1999 RQ102               | 8 settembre 1999  | LINEAR     |
| 66525 -        | 1999 RH103               | 8 settembre 1999  | LINEAR     |
| 66526 -        | 1999 RX103               | 8 settembre 1999  | LINEAR     |
| 66527 -        | 1999 RD104               | 8 settembre 1999  | LINEAR     |
| 66528 -        | 1999 RV105               | 8 settembre 1999  | LINEAR     |
| 66529 -        | 1999 RX107               | 8 settembre 1999  | LINEAR     |
| 66530 -        | 1999 RJ108               | 8 settembre 1999  | LINEAR     |
| 66531 -        | 1999 RX108               | 8 settembre 1999  | LINEAR     |
| 66532 -        | 1999 RZ110               | 8 settembre 1999  | LINEAR     |
| 66533 -        | 1999 RN111               | 9 settembre 1999  | LINEAR     |
| 66534 -        | 1999 RA112               | 9 settembre 1999  | LINEAR     |
| 66535 -        | 1999 RF112               | 9 settembre 1999  | LINEAR     |
| 66536 -        | 1999 RD113               | 9 settembre 1999  | LINEAR     |
| 66537 -        | 1999 RU115               | 9 settembre 1999  | LINEAR     |
| 66538 -        | 1999 RV117               | 9 settembre 1999  | LINEAR     |
| 66539 -        | 1999 RX117               | 9 settembre 1999  | LINEAR     |
| 66540 -        | 1999 RM118               | 9 settembre 1999  | LINEAR     |
| 66541 -        | 1999 RP118               | 9 settembre 1999  | LINEAR     |
| 66542 -        | 1999 RT118               | 9 settembre 1999  | LINEAR     |
| 66543 -        | 1999 RJ119               | 9 settembre 1999  | LINEAR     |
| 66544 -        | 1999 RR119               | 9 settembre 1999  | LINEAR     |
| 66545 -        | 1999 RJ120               | 9 settembre 1999  | LINEAR     |
| 66546 -        | 1999 RG122               | 9 settembre 1999  | LINEAR     |
| 66547 -        | 1999 RG124               | 9 settembre 1999  | LINEAR     |
| 66548 -        | 1999 RL124               | 9 settembre 1999  | LINEAR     |
| 66549 -        | 1999 RS124               | 9 settembre 1999  | LINEAR     |
| 66550 -        | 1999 RU124               | 9 settembre 1999  | LINEAR     |
| 66551 -        | 1999 RC128               | 9 settembre 1999  | LINEAR     |
| 66552 -        | 1999 RQ130               | 9 settembre 1999  | LINEAR     |
| 66553 -        | 1999 RV130               | 9 settembre 1999  | LINEAR     |
| 66554 -        | 1999 RT131               | 9 settembre 1999  | LINEAR     |
| 66555 -        | 1999 RQ132               | 9 settembre 1999  | LINEAR     |
| 66556 -        | 1999 RB133               | 9 settembre 1999  | LINEAR     |
| 66557 -        | 1999 RN133               | 9 settembre 1999  | LINEAR     |
| 66558 -        | 1999 RX134               | 9 settembre 1999  | LINEAR     |
| 66559 -        | 1999 RB135               | 9 settembre 1999  | LINEAR     |
| 66560 -        | 1999 RR135               | 9 settembre 1999  | LINEAR     |
| 66561 -        | 1999 RW135               | 9 settembre 1999  | LINEAR     |
| 66562 -        | 1999 RO136               | 9 settembre 1999  | LINEAR     |
| 66563 -        | 1999 RV136               | 9 settembre 1999  | LINEAR     |
| 66564 -        | 1999 RU137               | 9 settembre 1999  | LINEAR     |
| 66565 -        | 1999 RC138               | 9 settembre 1999  | LINEAR     |
| 66566 -        | 1999 RL139               | 9 settembre 1999  | LINEAR     |
| 66567 -        | 1999 RV140               | 9 settembre 1999  | LINEAR     |
| 66568 -        | 1999 RQ142               | 9 settembre 1999  | LINEAR     |
| 66569 -        | 1999 RM145               | 9 settembre 1999  | LINEAR     |
| 66570 -        | 1999 RW145               | 9 settembre 1999  | LINEAR     |
| 66571 -        | 1999 RP147               | 9 settembre 1999  | LINEAR     |
| 66572 -        | 1999 RU149               | 9 settembre 1999  | LINEAR     |
| 66573 -        | 1999 RL152               | 14 settembre 1999 | LINEAR     |
| 66574 -        | 1999 RR152               | 9 settembre 1999  | LINEAR     |
| 66575 -        | 1999 RX152               | 9 settembre 1999  | LINEAR     |
| 66576 -        | 1999 RY152               | 9 settembre 1999  | LINEAR     |
| 66577 -        | 1999 RD153               | 9 settembre 1999  | LINEAR     |
| 66578 -        | 1999 RS153               | 9 settembre 1999  | LINEAR     |
| 66579 -        | 1999 RK154               | 9 settembre 1999  | LINEAR     |
| 66580 -        | 1999 RE155               | 9 settembre 1999  | LINEAR     |
| 66581 -        | 1999 RF155               | 9 settembre 1999  | LINEAR     |
| 66582 -        | 1999 RZ155               | 9 settembre 1999  | LINEAR     |
| 66583 Nicandra | 1999 RL156               | 9 settembre 1999  | LINEAR     |
| 66584 -        | 1999 RM161               | 9 settembre 1999  | LINEAR     |
| 66585 -        | 1999 RC162               | 9 settembre 1999  | LINEAR     |
| 66586 -        | 1999 RC164               | 9 settembre 1999  | LINEAR     |
| 66587 -        | 1999 RB167               | 9 settembre 1999  | LINEAR     |
| 66588 -        | 1999 RX167               | 9 settembre 1999  | LINEAR     |
| 66589 -        | 1999 RE168               | 9 settembre 1999  | LINEAR     |
| 66590 -        | 1999 RD169               | 9 settembre 1999  | LINEAR     |
| 66591 -        | 1999 RY170               | 9 settembre 1999  | LINEAR     |
| 66592 -        | 1999 RU174               | 9 settembre 1999  | LINEAR     |
| 66593 -        | 1999 RL176               | 9 settembre 1999  | LINEAR     |
| 66594 -        | 1999 RO176               | 9 settembre 1999  | LINEAR     |
| 66595 -        | 1999 RU178               | 9 settembre 1999  | LINEAR     |
| 66596 -        | 1999 RO180               | 9 settembre 1999  | LINEAR     |
| 66597 -        | 1999 RA181               | 9 settembre 1999  | LINEAR     |
| 66598 -        | 1999 RF182               | 9 settembre 1999  | LINEAR     |
| 66599 -        | 1999 RM184               | 9 settembre 1999  | LINEAR     |
| 66600 -        | 1999 RQ184               | 9 settembre 1999  | LINEAR     |

## 66601-66700
| Nome             | Designazione provvisoria | Data di scoperta  | Scopritore                              |
| ---------------- | ------------------------ | ----------------- | --------------------------------------- |
| 66601 -          | 1999 RH186               | 9 settembre 1999  | LINEAR                                  |
| 66602 -          | 1999 RH187               | 9 settembre 1999  | LINEAR                                  |
| 66603 -          | 1999 RB190               | 9 settembre 1999  | LINEAR                                  |
| 66604 -          | 1999 RB194               | 7 settembre 1999  | LINEAR                                  |
| 66605 -          | 1999 RF194               | 7 settembre 1999  | LINEAR                                  |
| 66606 -          | 1999 RK194               | 7 settembre 1999  | LINEAR                                  |
| 66607 -          | 1999 RG195               | 8 settembre 1999  | LINEAR                                  |
| 66608 -          | 1999 RW196               | 8 settembre 1999  | LINEAR                                  |
| 66609 -          | 1999 RW198               | 10 settembre 1999 | LINEAR                                  |
| 66610 -          | 1999 RX198               | 10 settembre 1999 | LINEAR                                  |
| 66611 -          | 1999 RZ198               | 10 settembre 1999 | LINEAR                                  |
| 66612 -          | 1999 RO199               | 8 settembre 1999  | LINEAR                                  |
| 66613 -          | 1999 RR199               | 8 settembre 1999  | LINEAR                                  |
| 66614 -          | 1999 RE200               | 8 settembre 1999  | LINEAR                                  |
| 66615 -          | 1999 RJ200               | 8 settembre 1999  | LINEAR                                  |
| 66616 -          | 1999 RY200               | 8 settembre 1999  | LINEAR                                  |
| 66617 -          | 1999 RO201               | 8 settembre 1999  | LINEAR                                  |
| 66618 -          | 1999 RT201               | 8 settembre 1999  | LINEAR                                  |
| 66619 -          | 1999 RE203               | 8 settembre 1999  | LINEAR                                  |
| 66620 -          | 1999 RZ203               | 8 settembre 1999  | LINEAR                                  |
| 66621 -          | 1999 RD204               | 8 settembre 1999  | LINEAR                                  |
| 66622 -          | 1999 RJ204               | 8 settembre 1999  | LINEAR                                  |
| 66623 -          | 1999 RL204               | 8 settembre 1999  | LINEAR                                  |
| 66624 -          | 1999 RM204               | 8 settembre 1999  | LINEAR                                  |
| 66625 -          | 1999 RE205               | 8 settembre 1999  | LINEAR                                  |
| 66626 -          | 1999 RJ205               | 8 settembre 1999  | LINEAR                                  |
| 66627 -          | 1999 RC208               | 8 settembre 1999  | LINEAR                                  |
| 66628 -          | 1999 RF208               | 8 settembre 1999  | LINEAR                                  |
| 66629 -          | 1999 RJ208               | 8 settembre 1999  | LINEAR                                  |
| 66630 -          | 1999 RS208               | 8 settembre 1999  | LINEAR                                  |
| 66631 -          | 1999 RP209               | 8 settembre 1999  | LINEAR                                  |
| 66632 -          | 1999 RT210               | 8 settembre 1999  | LINEAR                                  |
| 66633 -          | 1999 RB212               | 8 settembre 1999  | LINEAR                                  |
| 66634 -          | 1999 RJ212               | 8 settembre 1999  | LINEAR                                  |
| 66635 -          | 1999 RR212               | 8 settembre 1999  | LINEAR                                  |
| 66636 -          | 1999 RA213               | 9 settembre 1999  | LINEAR                                  |
| 66637 -          | 1999 RC213               | 9 settembre 1999  | LINEAR                                  |
| 66638 -          | 1999 RD218               | 4 settembre 1999  | CSS                                     |
| 66639 -          | 1999 RQ219               | 4 settembre 1999  | LONEOS                                  |
| 66640 -          | 1999 RG220               | 4 settembre 1999  | CSS                                     |
| 66641 -          | 1999 RQ225               | 3 settembre 1999  | Spacewatch                              |
| 66642 -          | 1999 RE226               | 4 settembre 1999  | CSS                                     |
| 66643 -          | 1999 RW229               | 8 settembre 1999  | CSS                                     |
| 66644 -          | 1999 RL231               | 9 settembre 1999  | LONEOS                                  |
| 66645 -          | 1999 RN232               | 9 settembre 1999  | LONEOS                                  |
| 66646 -          | 1999 RM237               | 8 settembre 1999  | CSS                                     |
| 66647 -          | 1999 RV237               | 8 settembre 1999  | LINEAR                                  |
| 66648 -          | 1999 RZ245               | 7 settembre 1999  | LONEOS                                  |
| 66649 -          | 1999 RE246               | 7 settembre 1999  | LONEOS                                  |
| 66650 -          | 1999 RN246               | 7 settembre 1999  | LONEOS                                  |
| 66651 -          | 1999 RQ252               | 8 settembre 1999  | LINEAR                                  |
| 66652 Borasisi   | 1999 RZ253               | 8 settembre 1999  | C. A. Trujillo, J. X. Luu, D. C. Jewitt |
| 66653 -          | 1999 RS254               | 8 settembre 1999  | CSS                                     |
| 66654 -          | 1999 SF12                | 22 settembre 1999 | LINEAR                                  |
| 66655 -          | 1999 SN13                | 30 settembre 1999 | Spacewatch                              |
| 66656 -          | 1999 SV17                | 30 settembre 1999 | LINEAR                                  |
| 66657 -          | 1999 SM19                | 30 settembre 1999 | LINEAR                                  |
| 66658 -          | 1999 ST26                | 30 settembre 1999 | LINEAR                                  |
| 66659 -          | 1999 TJ1                 | 1 ottobre 1999    | K. Korlević                             |
| 66660 -          | 1999 TH2                 | 2 ottobre 1999    | C. W. Juels                             |
| 66661 Wallin     | 1999 TK2                 | 2 ottobre 1999    | D. S. Dixon                             |
| 66662 -          | 1999 TM4                 | 3 ottobre 1999    | LINEAR                                  |
| 66663 -          | 1999 TV8                 | 6 ottobre 1999    | K. Korlević, M. Jurić                   |
| 66664 -          | 1999 TB9                 | 7 ottobre 1999    | K. Korlević, M. Jurić                   |
| 66665 -          | 1999 TC9                 | 7 ottobre 1999    | K. Korlević, M. Jurić                   |
| 66666 -          | 1999 TL9                 | 7 ottobre 1999    | K. Korlević, M. Jurić                   |
| 66667 Kambič     | 1999 TZ11                | 8 ottobre 1999    | Črni Vrh                                |
| 66668 -          | 1999 TN14                | 11 ottobre 1999   | K. Korlević, M. Jurić                   |
| 66669 Aradac     | 1999 TE15                | 12 ottobre 1999   | A. Galád, P. Kolény                     |
| 66670 -          | 1999 TR15                | 12 ottobre 1999   | Farra d'Isonzo                          |
| 66671 Sfasu      | 1999 TJ17                | 15 ottobre 1999   | W. D. Bruton, M. L. Johnson             |
| 66672 -          | 1999 TB18                | 10 ottobre 1999   | BAO Schmidt CCD Asteroid Program        |
| 66673 -          | 1999 TC19                | 15 ottobre 1999   | K. Korlević                             |
| 66674 -          | 1999 TO25                | 3 ottobre 1999    | LINEAR                                  |
| 66675 -          | 1999 TF26                | 3 ottobre 1999    | LINEAR                                  |
| 66676 -          | 1999 TS27                | 3 ottobre 1999    | LINEAR                                  |
| 66677 -          | 1999 TM28                | 4 ottobre 1999    | LINEAR                                  |
| 66678 -          | 1999 TR28                | 4 ottobre 1999    | LINEAR                                  |
| 66679 -          | 1999 TD29                | 4 ottobre 1999    | LINEAR                                  |
| 66680 -          | 1999 TG29                | 4 ottobre 1999    | LINEAR                                  |
| 66681 -          | 1999 TN33                | 4 ottobre 1999    | LINEAR                                  |
| 66682 -          | 1999 TR35                | 4 ottobre 1999    | LINEAR                                  |
| 66683 -          | 1999 TO36                | 12 ottobre 1999   | LONEOS                                  |
| 66684 -          | 1999 TY36                | 15 ottobre 1999   | LONEOS                                  |
| 66885 Wangxiaomo | 1999 TT37                | 1 ottobre 1999    | CSS                                     |
| 66686 -          | 1999 TX37                | 1 ottobre 1999    | CSS                                     |
| 66687 -          | 1999 TU45                | 3 ottobre 1999    | Spacewatch                              |
| 66688 -          | 1999 TJ52                | 4 ottobre 1999    | Spacewatch                              |
| 66689 -          | 1999 TU52                | 6 ottobre 1999    | Spacewatch                              |
| 66690 -          | 1999 TH63                | 7 ottobre 1999    | Spacewatch                              |
| 66691 -          | 1999 TE67                | 8 ottobre 1999    | Spacewatch                              |
| 66692 -          | 1999 TL69                | 9 ottobre 1999    | Spacewatch                              |
| 66693 -          | 1999 TB70                | 9 ottobre 1999    | Spacewatch                              |
| 66694 -          | 1999 TF72                | 9 ottobre 1999    | Spacewatch                              |
| 66695 -          | 1999 TZ72                | 10 ottobre 1999   | Spacewatch                              |
| 66696 -          | 1999 TK75                | 10 ottobre 1999   | Spacewatch                              |
| 66697 -          | 1999 TX80                | 11 ottobre 1999   | Spacewatch                              |
| 66698 -          | 1999 TM82                | 12 ottobre 1999   | Spacewatch                              |
| 66699 -          | 1999 TB85                | 14 ottobre 1999   | Spacewatch                              |
| 66700 -          | 1999 TC85                | 14 ottobre 1999   | Spacewatch                              |

## 66701-66800
| Nome    | Designazione provvisoria | Data di scoperta | Scopritore |
| ------- | ------------------------ | ---------------- | ---------- |
| 66701 - | 1999 TN86                | 15 ottobre 1999  | Spacewatch |
| 66702 - | 1999 TJ88                | 2 ottobre 1999   | LINEAR     |
| 66703 - | 1999 TL89                | 2 ottobre 1999   | LINEAR     |
| 66704 - | 1999 TU91                | 2 ottobre 1999   | LINEAR     |
| 66705 - | 1999 TM92                | 2 ottobre 1999   | LINEAR     |
| 66706 - | 1999 TY92                | 2 ottobre 1999   | LINEAR     |
| 66707 - | 1999 TG93                | 2 ottobre 1999   | LINEAR     |
| 66708 - | 1999 TY93                | 2 ottobre 1999   | LINEAR     |
| 66709 - | 1999 TS95                | 2 ottobre 1999   | LINEAR     |
| 66710 - | 1999 TT96                | 2 ottobre 1999   | LINEAR     |
| 66711 - | 1999 TQ99                | 2 ottobre 1999   | LINEAR     |
| 66712 - | 1999 TS99                | 2 ottobre 1999   | LINEAR     |
| 66713 - | 1999 TZ99                | 2 ottobre 1999   | LINEAR     |
| 66714 - | 1999 TT100               | 2 ottobre 1999   | LINEAR     |
| 66715 - | 1999 TA101               | 2 ottobre 1999   | LINEAR     |
| 66716 - | 1999 TB102               | 2 ottobre 1999   | LINEAR     |
| 66717 - | 1999 TK102               | 2 ottobre 1999   | LINEAR     |
| 66718 - | 1999 TU104               | 3 ottobre 1999   | LINEAR     |
| 66719 - | 1999 TG105               | 3 ottobre 1999   | LINEAR     |
| 66720 - | 1999 TH105               | 3 ottobre 1999   | LINEAR     |
| 66721 - | 1999 TX106               | 4 ottobre 1999   | LINEAR     |
| 66722 - | 1999 TC107               | 4 ottobre 1999   | LINEAR     |
| 66723 - | 1999 TE107               | 4 ottobre 1999   | LINEAR     |
| 66724 - | 1999 TN107               | 4 ottobre 1999   | LINEAR     |
| 66725 - | 1999 TH109               | 4 ottobre 1999   | LINEAR     |
| 66726 - | 1999 TG110               | 4 ottobre 1999   | LINEAR     |
| 66727 - | 1999 TH110               | 4 ottobre 1999   | LINEAR     |
| 66728 - | 1999 TN110               | 4 ottobre 1999   | LINEAR     |
| 66729 - | 1999 TH111               | 4 ottobre 1999   | LINEAR     |
| 66730 - | 1999 TM111               | 4 ottobre 1999   | LINEAR     |
| 66731 - | 1999 TN111               | 4 ottobre 1999   | LINEAR     |
| 66732 - | 1999 TW111               | 4 ottobre 1999   | LINEAR     |
| 66733 - | 1999 TO113               | 4 ottobre 1999   | LINEAR     |
| 66734 - | 1999 TX114               | 4 ottobre 1999   | LINEAR     |
| 66735 - | 1999 TX115               | 4 ottobre 1999   | LINEAR     |
| 66736 - | 1999 TB118               | 4 ottobre 1999   | LINEAR     |
| 66737 - | 1999 TF119               | 4 ottobre 1999   | LINEAR     |
| 66738 - | 1999 TJ120               | 4 ottobre 1999   | LINEAR     |
| 66739 - | 1999 TC122               | 4 ottobre 1999   | LINEAR     |
| 66740 - | 1999 TE122               | 4 ottobre 1999   | LINEAR     |
| 66741 - | 1999 TY122               | 4 ottobre 1999   | LINEAR     |
| 66742 - | 1999 TP123               | 4 ottobre 1999   | LINEAR     |
| 66743 - | 1999 TW124               | 4 ottobre 1999   | LINEAR     |
| 66744 - | 1999 TM128               | 5 ottobre 1999   | LINEAR     |
| 66745 - | 1999 TO128               | 5 ottobre 1999   | LINEAR     |
| 66746 - | 1999 TW136               | 6 ottobre 1999   | LINEAR     |
| 66747 - | 1999 TO139               | 6 ottobre 1999   | LINEAR     |
| 66748 - | 1999 TJ149               | 7 ottobre 1999   | LINEAR     |
| 66749 - | 1999 TN151               | 7 ottobre 1999   | LINEAR     |
| 66750 - | 1999 TZ155               | 7 ottobre 1999   | LINEAR     |
| 66751 - | 1999 TP156               | 8 ottobre 1999   | LINEAR     |
| 66752 - | 1999 TZ164               | 10 ottobre 1999  | LINEAR     |
| 66753 - | 1999 TQ173               | 10 ottobre 1999  | LINEAR     |
| 66754 - | 1999 TZ173               | 10 ottobre 1999  | LINEAR     |
| 66755 - | 1999 TT175               | 10 ottobre 1999  | LINEAR     |
| 66756 - | 1999 TE177               | 10 ottobre 1999  | LINEAR     |
| 66757 - | 1999 TE184               | 12 ottobre 1999  | LINEAR     |
| 66758 - | 1999 TP184               | 12 ottobre 1999  | LINEAR     |
| 66759 - | 1999 TU185               | 12 ottobre 1999  | LINEAR     |
| 66760 - | 1999 TV185               | 12 ottobre 1999  | LINEAR     |
| 66761 - | 1999 TE187               | 12 ottobre 1999  | LINEAR     |
| 66762 - | 1999 TU187               | 12 ottobre 1999  | LINEAR     |
| 66763 - | 1999 TZ189               | 12 ottobre 1999  | LINEAR     |
| 66764 - | 1999 TD190               | 12 ottobre 1999  | LINEAR     |
| 66765 - | 1999 TJ191               | 12 ottobre 1999  | LINEAR     |
| 66766 - | 1999 TF194               | 12 ottobre 1999  | LINEAR     |
| 66767 - | 1999 TT194               | 12 ottobre 1999  | LINEAR     |
| 66768 - | 1999 TG200               | 12 ottobre 1999  | LINEAR     |
| 66769 - | 1999 TJ200               | 12 ottobre 1999  | LINEAR     |
| 66770 - | 1999 TH207               | 14 ottobre 1999  | LINEAR     |
| 66771 - | 1999 TM210               | 14 ottobre 1999  | LINEAR     |
| 66772 - | 1999 TH217               | 15 ottobre 1999  | LINEAR     |
| 66773 - | 1999 TT219               | 1 ottobre 1999   | CSS        |
| 66774 - | 1999 TD220               | 1 ottobre 1999   | CSS        |
| 66775 - | 1999 TS220               | 1 ottobre 1999   | CSS        |
| 66776 - | 1999 TA221               | 2 ottobre 1999   | CSS        |
| 66777 - | 1999 TD221               | 2 ottobre 1999   | CSS        |
| 66778 - | 1999 TL221               | 2 ottobre 1999   | LINEAR     |
| 66779 - | 1999 TS221               | 2 ottobre 1999   | LINEAR     |
| 66780 - | 1999 TW223               | 3 ottobre 1999   | CSS        |
| 66781 - | 1999 TY223               | 3 ottobre 1999   | LONEOS     |
| 66782 - | 1999 TT225               | 2 ottobre 1999   | Spacewatch |
| 66783 - | 1999 TE227               | 5 ottobre 1999   | LINEAR     |
| 66784 - | 1999 TM228               | 2 ottobre 1999   | LINEAR     |
| 66785 - | 1999 TN228               | 2 ottobre 1999   | LINEAR     |
| 66786 - | 1999 TX228               | 3 ottobre 1999   | Spacewatch |
| 66787 - | 1999 TY228               | 3 ottobre 1999   | Spacewatch |
| 66788 - | 1999 TL230               | 3 ottobre 1999   | LINEAR     |
| 66789 - | 1999 TS231               | 5 ottobre 1999   | CSS        |
| 66790 - | 1999 TZ232               | 7 ottobre 1999   | CSS        |
| 66791 - | 1999 TH233               | 3 ottobre 1999   | CSS        |
| 66792 - | 1999 TM233               | 3 ottobre 1999   | LINEAR     |
| 66793 - | 1999 TW236               | 3 ottobre 1999   | CSS        |
| 66794 - | 1999 TP237               | 4 ottobre 1999   | LINEAR     |
| 66795 - | 1999 TP248               | 8 ottobre 1999   | CSS        |
| 66796 - | 1999 TD252               | 8 ottobre 1999   | LINEAR     |
| 66797 - | 1999 TJ256               | 9 ottobre 1999   | LINEAR     |
| 66798 - | 1999 TA265               | 3 ottobre 1999   | LINEAR     |
| 66799 - | 1999 TT267               | 3 ottobre 1999   | LINEAR     |
| 66800 - | 1999 TB270               | 3 ottobre 1999   | LINEAR     |

## 66801-66900
| Nome               | Designazione provvisoria | Data di scoperta | Scopritore                       |
| ------------------ | ------------------------ | ---------------- | -------------------------------- |
| 66801 -            | 1999 TF270               | 3 ottobre 1999   | LINEAR                           |
| 66802 -            | 1999 TJ270               | 3 ottobre 1999   | LINEAR                           |
| 66803 -            | 1999 TD273               | 5 ottobre 1999   | LINEAR                           |
| 66804 -            | 1999 TE281               | 8 ottobre 1999   | LINEAR                           |
| 66805 -            | 1999 TU284               | 9 ottobre 1999   | LINEAR                           |
| 66806 -            | 1999 TC286               | 10 ottobre 1999  | LINEAR                           |
| 66807 -            | 1999 TD288               | 10 ottobre 1999  | LINEAR                           |
| 66808 -            | 1999 TU288               | 10 ottobre 1999  | LINEAR                           |
| 66809 -            | 1999 TX288               | 10 ottobre 1999  | LINEAR                           |
| 66810 -            | 1999 UM4                 | 29 ottobre 1999  | Spacewatch                       |
| 66811 -            | 1999 UA6                 | 18 ottobre 1999  | BAO Schmidt CCD Asteroid Program |
| 66812 -            | 1999 UE8                 | 29 ottobre 1999  | CSS                              |
| 66813 -            | 1999 UQ11                | 31 ottobre 1999  | LINEAR                           |
| 66814 -            | 1999 UX12                | 29 ottobre 1999  | CSS                              |
| 66815 -            | 1999 UQ13                | 29 ottobre 1999  | CSS                              |
| 66816 -            | 1999 UO14                | 29 ottobre 1999  | CSS                              |
| 66817 -            | 1999 UR15                | 29 ottobre 1999  | CSS                              |
| 66818 -            | 1999 UT16                | 29 ottobre 1999  | CSS                              |
| 66819 -            | 1999 UZ16                | 30 ottobre 1999  | CSS                              |
| 66820 -            | 1999 UW17                | 30 ottobre 1999  | Spacewatch                       |
| 66821 -            | 1999 UC21                | 31 ottobre 1999  | Spacewatch                       |
| 66822 -            | 1999 UD22                | 31 ottobre 1999  | Spacewatch                       |
| 66823 -            | 1999 UA25                | 28 ottobre 1999  | CSS                              |
| 66824 -            | 1999 UM26                | 30 ottobre 1999  | CSS                              |
| 66825 -            | 1999 UZ27                | 30 ottobre 1999  | Spacewatch                       |
| 66826 -            | 1999 UX36                | 16 ottobre 1999  | Spacewatch                       |
| 66827 -            | 1999 UG37                | 16 ottobre 1999  | Spacewatch                       |
| 66828 -            | 1999 UG41                | 17 ottobre 1999  | LONEOS                           |
| 66829 -            | 1999 UY42                | 28 ottobre 1999  | CSS                              |
| 66830 -            | 1999 UT43                | 28 ottobre 1999  | LONEOS                           |
| 66831 -            | 1999 UJ44                | 29 ottobre 1999  | CSS                              |
| 66832 -            | 1999 UE45                | 31 ottobre 1999  | CSS                              |
| 66833 -            | 1999 UP45                | 31 ottobre 1999  | CSS                              |
| 66834 -            | 1999 UT46                | 31 ottobre 1999  | E. W. Elst                       |
| 66835 -            | 1999 UQ47                | 30 ottobre 1999  | CSS                              |
| 66836 -            | 1999 UM48                | 30 ottobre 1999  | CSS                              |
| 66837 -            | 1999 US48                | 31 ottobre 1999  | CSS                              |
| 66838 -            | 1999 UF49                | 31 ottobre 1999  | CSS                              |
| 66839 -            | 1999 UE51                | 31 ottobre 1999  | CSS                              |
| 66840 -            | 1999 UU52                | 31 ottobre 1999  | CSS                              |
| 66841 -            | 1999 UA53                | 31 ottobre 1999  | CSS                              |
| 66842 -            | 1999 UG53                | 20 ottobre 1999  | LONEOS                           |
| 66843 Pulido       | 1999 VG                  | 1 novembre 1999  | J. M. Roe                        |
| 66844 -            | 1999 VP                  | 1 novembre 1999  | C. W. Juels                      |
| 66845 -            | 1999 VE2                 | 5 novembre 1999  | D. K. Chesney                    |
| 66846 Franklederer | 1999 VP2                 | 6 novembre 1999  | R. Linderholm                    |
| 66847 -            | 1999 VT4                 | 5 novembre 1999  | K. Korlević                      |
| 66848 -            | 1999 VX5                 | 5 novembre 1999  | T. Kobayashi                     |
| 66849 -            | 1999 VM8                 | 4 novembre 1999  | P. Antonini                      |
| 66850 -            | 1999 VX8                 | 9 novembre 1999  | C. W. Juels                      |
| 66851 -            | 1999 VT9                 | 9 novembre 1999  | C. W. Juels                      |
| 66852 -            | 1999 VH11                | 9 novembre 1999  | K. Korlević                      |
| 66853 -            | 1999 VH12                | 10 novembre 1999 | D. K. Chesney                    |
| 66854 -            | 1999 VL19                | 10 novembre 1999 | K. Korlević                      |
| 66855 -            | 1999 VM22                | 13 novembre 1999 | C. W. Juels                      |
| 66856 Stephenvoss  | 1999 VW22                | 13 novembre 1999 | I. P. Griffin, N. Brady          |
| 66857 -            | 1999 VQ25                | 15 novembre 1999 | Kleť                             |
| 66858 -            | 1999 VJ27                | 3 novembre 1999  | CSS                              |
| 66859 -            | 1999 VQ30                | 3 novembre 1999  | LINEAR                           |
| 66860 -            | 1999 VZ30                | 3 novembre 1999  | LINEAR                           |
| 66861 -            | 1999 VN31                | 3 novembre 1999  | LINEAR                           |
| 66862 -            | 1999 VL37                | 3 novembre 1999  | LINEAR                           |
| 66863 -            | 1999 VM43                | 1 novembre 1999  | CSS                              |
| 66864 -            | 1999 VD44                | 3 novembre 1999  | CSS                              |
| 66865 -            | 1999 VG44                | 3 novembre 1999  | CSS                              |
| 66866 -            | 1999 VS45                | 4 novembre 1999  | CSS                              |
| 66867 -            | 1999 VN47                | 3 novembre 1999  | LINEAR                           |
| 66868 -            | 1999 VS47                | 3 novembre 1999  | LINEAR                           |
| 66869 -            | 1999 VX47                | 3 novembre 1999  | LINEAR                           |
| 66870 -            | 1999 VE48                | 3 novembre 1999  | LINEAR                           |
| 66871 -            | 1999 VN48                | 3 novembre 1999  | LINEAR                           |
| 66872 -            | 1999 VH50                | 3 novembre 1999  | LINEAR                           |
| 66873 -            | 1999 VJ50                | 3 novembre 1999  | LINEAR                           |
| 66874 -            | 1999 VP50                | 3 novembre 1999  | LINEAR                           |
| 66875 -            | 1999 VY52                | 3 novembre 1999  | LINEAR                           |
| 66876 -            | 1999 VC55                | 4 novembre 1999  | LINEAR                           |
| 66877 -            | 1999 VT60                | 4 novembre 1999  | LINEAR                           |
| 66878 -            | 1999 VM63                | 4 novembre 1999  | LINEAR                           |
| 66879 -            | 1999 VK65                | 4 novembre 1999  | LINEAR                           |
| 66880 -            | 1999 VO66                | 4 novembre 1999  | LINEAR                           |
| 66881 -            | 1999 VL67                | 4 novembre 1999  | LINEAR                           |
| 66882 -            | 1999 VZ67                | 4 novembre 1999  | LINEAR                           |
| 66883 -            | 1999 VC70                | 4 novembre 1999  | LINEAR                           |
| 66884 -            | 1999 VX70                | 4 novembre 1999  | LINEAR                           |
| 66885 -            | 1999 VH72                | 12 novembre 1999 | BAO Schmidt CCD Asteroid Program |
| 66886 -            | 1999 VJ72                | 12 novembre 1999 | BAO Schmidt CCD Asteroid Program |
| 66887 -            | 1999 VX74                | 5 novembre 1999  | Spacewatch                       |
| 66888 -            | 1999 VE78                | 4 novembre 1999  | LINEAR                           |
| 66889 -            | 1999 VW78                | 4 novembre 1999  | LINEAR                           |
| 66890 -            | 1999 VD81                | 4 novembre 1999  | LINEAR                           |
| 66891 -            | 1999 VP85                | 5 novembre 1999  | CSS                              |
| 66892 -            | 1999 VN87                | 5 novembre 1999  | LINEAR                           |
| 66893 -            | 1999 VQ87                | 5 novembre 1999  | LINEAR                           |
| 66894 -            | 1999 VB98                | 9 novembre 1999  | LINEAR                           |
| 66895 -            | 1999 VO99                | 9 novembre 1999  | LINEAR                           |
| 66896 -            | 1999 VN104               | 9 novembre 1999  | LINEAR                           |
| 66897 -            | 1999 VZ113               | 9 novembre 1999  | CSS                              |
| 66898 -            | 1999 VS114               | 9 novembre 1999  | CSS                              |
| 66899 -            | 1999 VV114               | 9 novembre 1999  | CSS                              |
| 66900 -            | 1999 VO126               | 9 novembre 1999  | Spacewatch                       |

## 66901-67000
| Nome            | Designazione provvisoria | Data di scoperta | Scopritore            |
| --------------- | ------------------------ | ---------------- | --------------------- |
| 66901 -         | 1999 VK135               | 13 novembre 1999 | LONEOS                |
| 66902 -         | 1999 VK144               | 11 novembre 1999 | CSS                   |
| 66903 -         | 1999 VK147               | 12 novembre 1999 | LINEAR                |
| 66904 -         | 1999 VA160               | 14 novembre 1999 | LINEAR                |
| 66905 -         | 1999 VC160               | 14 novembre 1999 | LINEAR                |
| 66906 -         | 1999 VG162               | 14 novembre 1999 | LINEAR                |
| 66907 -         | 1999 VJ162               | 14 novembre 1999 | LINEAR                |
| 66908 -         | 1999 VY162               | 14 novembre 1999 | LINEAR                |
| 66909 -         | 1999 VD163               | 14 novembre 1999 | LINEAR                |
| 66910 -         | 1999 VZ165               | 14 novembre 1999 | LINEAR                |
| 66911 -         | 1999 VF167               | 14 novembre 1999 | LINEAR                |
| 66912 -         | 1999 VH167               | 14 novembre 1999 | LINEAR                |
| 66913 -         | 1999 VF169               | 14 novembre 1999 | LINEAR                |
| 66914 -         | 1999 VK170               | 14 novembre 1999 | LINEAR                |
| 66915 -         | 1999 VT170               | 14 novembre 1999 | LINEAR                |
| 66916 -         | 1999 VG176               | 3 novembre 1999  | LINEAR                |
| 66917 -         | 1999 VP176               | 5 novembre 1999  | LINEAR                |
| 66918 -         | 1999 VY176               | 5 novembre 1999  | LINEAR                |
| 66919 -         | 1999 VC177               | 5 novembre 1999  | LINEAR                |
| 66920 -         | 1999 VN178               | 6 novembre 1999  | LINEAR                |
| 66921 -         | 1999 VY178               | 6 novembre 1999  | LINEAR                |
| 66922 -         | 1999 VC185               | 15 novembre 1999 | LINEAR                |
| 66923 -         | 1999 VL186               | 15 novembre 1999 | LINEAR                |
| 66924 -         | 1999 VY186               | 15 novembre 1999 | LINEAR                |
| 66925 -         | 1999 VZ190               | 10 novembre 1999 | LINEAR                |
| 66926 -         | 1999 VE193               | 1 novembre 1999  | LONEOS                |
| 66927 -         | 1999 VP199               | 2 novembre 1999  | CSS                   |
| 66928 -         | 1999 VQ199               | 2 novembre 1999  | CSS                   |
| 66929 -         | 1999 VS199               | 4 novembre 1999  | LONEOS                |
| 66930 -         | 1999 VG201               | 3 novembre 1999  | LINEAR                |
| 66931 -         | 1999 VL208               | 10 novembre 1999 | LINEAR                |
| 66932 -         | 1999 VL213               | 13 novembre 1999 | LONEOS                |
| 66933 -         | 1999 VK229               | 5 novembre 1999  | LINEAR                |
| 66934 Kálalová  | 1999 WF1                 | 26 novembre 1999 | Kleť                  |
| 66935 -         | 1999 WZ1                 | 26 novembre 1999 | K. Korlević           |
| 66936 -         | 1999 WD5                 | 28 novembre 1999 | T. Kobayashi          |
| 66937 -         | 1999 WB6                 | 28 novembre 1999 | K. Korlević           |
| 66938 -         | 1999 WM8                 | 29 novembre 1999 | S. Donati             |
| 66939 Franscini | 1999 WQ8                 | 28 novembre 1999 | S. Sposetti           |
| 66940 -         | 1999 WM11                | 29 novembre 1999 | H. Shiozawa, T. Urata |
| 66941 -         | 1999 WO11                | 29 novembre 1999 | H. Shiozawa, T. Urata |
| 66942 -         | 1999 WR12                | 29 novembre 1999 | Spacewatch            |
| 66943 -         | 1999 WF17                | 30 novembre 1999 | Spacewatch            |
| 66944 -         | 1999 WQ20                | 16 novembre 1999 | CSS                   |
| 66945 -         | 1999 XA1                 | 2 dicembre 1999  | T. Kobayashi          |
| 66946 -         | 1999 XT1                 | 3 dicembre 1999  | W. R. Cooney Jr.      |
| 66947 -         | 1999 XZ1                 | 3 dicembre 1999  | C. W. Juels           |
| 66948 -         | 1999 XN5                 | 4 dicembre 1999  | CSS                   |
| 66949 -         | 1999 XO7                 | 4 dicembre 1999  | C. W. Juels           |
| 66950 -         | 1999 XQ11                | 6 dicembre 1999  | CSS                   |
| 66951 -         | 1999 XN13                | 5 dicembre 1999  | LINEAR                |
| 66952 -         | 1999 XF19                | 3 dicembre 1999  | LINEAR                |
| 66953 -         | 1999 XM19                | 3 dicembre 1999  | LINEAR                |
| 66954 -         | 1999 XV19                | 5 dicembre 1999  | LINEAR                |
| 66955 -         | 1999 XK20                | 5 dicembre 1999  | LINEAR                |
| 66956 -         | 1999 XE21                | 5 dicembre 1999  | LINEAR                |
| 66957 -         | 1999 XO21                | 5 dicembre 1999  | LINEAR                |
| 66958 -         | 1999 XO23                | 6 dicembre 1999  | LINEAR                |
| 66959 -         | 1999 XO35                | 6 dicembre 1999  | LINEAR                |
| 66960 -         | 1999 XN36                | 7 dicembre 1999  | C. W. Juels           |
| 66961 -         | 1999 XU41                | 7 dicembre 1999  | LINEAR                |
| 66962 -         | 1999 XL42                | 7 dicembre 1999  | LINEAR                |
| 66963 -         | 1999 XU43                | 7 dicembre 1999  | LINEAR                |
| 66964 -         | 1999 XC49                | 7 dicembre 1999  | LINEAR                |
| 66965 -         | 1999 XL49                | 7 dicembre 1999  | LINEAR                |
| 66966 -         | 1999 XJ52                | 7 dicembre 1999  | LINEAR                |
| 66967 -         | 1999 XB53                | 7 dicembre 1999  | LINEAR                |
| 66968 -         | 1999 XU53                | 7 dicembre 1999  | LINEAR                |
| 66969 -         | 1999 XW54                | 7 dicembre 1999  | LINEAR                |
| 66970 -         | 1999 XV58                | 7 dicembre 1999  | LINEAR                |
| 66971 -         | 1999 XG59                | 7 dicembre 1999  | LINEAR                |
| 66972 -         | 1999 XE64                | 7 dicembre 1999  | LINEAR                |
| 66973 -         | 1999 XM66                | 7 dicembre 1999  | LINEAR                |
| 66974 -         | 1999 XG70                | 7 dicembre 1999  | LINEAR                |
| 66975 -         | 1999 XR75                | 7 dicembre 1999  | LINEAR                |
| 66976 -         | 1999 XN78                | 7 dicembre 1999  | LINEAR                |
| 66977 -         | 1999 XX82                | 7 dicembre 1999  | LINEAR                |
| 66978 -         | 1999 XE86                | 7 dicembre 1999  | LINEAR                |
| 66979 -         | 1999 XR86                | 7 dicembre 1999  | LINEAR                |
| 66980 -         | 1999 XK88                | 7 dicembre 1999  | LINEAR                |
| 66981 -         | 1999 XE89                | 7 dicembre 1999  | LINEAR                |
| 66982 -         | 1999 XA91                | 7 dicembre 1999  | LINEAR                |
| 66983 -         | 1999 XB92                | 7 dicembre 1999  | LINEAR                |
| 66984 -         | 1999 XY92                | 7 dicembre 1999  | LINEAR                |
| 66985 -         | 1999 XT93                | 7 dicembre 1999  | LINEAR                |
| 66986 -         | 1999 XH95                | 7 dicembre 1999  | T. Kobayashi          |
| 66987 -         | 1999 XU95                | 9 dicembre 1999  | T. Kobayashi          |
| 66988 -         | 1999 XN97                | 7 dicembre 1999  | LINEAR                |
| 66989 -         | 1999 XZ102               | 7 dicembre 1999  | LINEAR                |
| 66990 -         | 1999 XA103               | 7 dicembre 1999  | LINEAR                |
| 66991 -         | 1999 XE105               | 9 dicembre 1999  | C. W. Juels           |
| 66992 -         | 1999 XY106               | 4 dicembre 1999  | CSS                   |
| 66993 -         | 1999 XJ107               | 4 dicembre 1999  | CSS                   |
| 66994 -         | 1999 XZ107               | 4 dicembre 1999  | CSS                   |
| 66995 -         | 1999 XN109               | 4 dicembre 1999  | CSS                   |
| 66996 -         | 1999 XJ113               | 11 dicembre 1999 | LINEAR                |
| 66997 -         | 1999 XR113               | 11 dicembre 1999 | LINEAR                |
| 66998 -         | 1999 XY113               | 11 dicembre 1999 | LINEAR                |
| 66999 Cudnik    | 1999 XX115               | 5 dicembre 1999  | CSS                   |
| 67000 -         | 1999 XT116               | 5 dicembre 1999  | CSS                   |